# Sakuramači
Sakuramači (8. únor 1720 – 28. květen 1750) byl v pořadí 115. japonským císařem. Vládl od 13. dubna 1735 do 9. června 1747. Jeho vlastní jméno bylo Teruhito.
Sakuramači byl prvorozeným synem císaře Nakamikada. V roce 1728 se stal korunním princem. Počátkem své vlády se prohlásil za znovuzrozeného prince Šótokua. Za podpory šóguna Jošimuneho pracoval na posílení císařských obřadů, obnovil obřady Daidžósai a Šindžósai. V roce 1747 abdikoval ve prospěch svého syna Toohita, který začal vládnout pod jménem Momozono. Sakuramači zemřel v roce 1750.
Vláda Sakuramačiho se dělí na čtyři éry:
- Kjóhó
- Gembun
- Kampó
- Enkjó